# Gare de Pougny - Chancy
Gare de Pougny - Chancy vasútállomás Franciaországban, Pougny településen.

## Vasútvonalak
Az állomást az alábbi vasútvonalak érintik:
- Lyon–Genf-vasútvonal
- Châtelaine (bif) - la frontière vers Bellegarde-vasútvonal

## Kapcsolódó állomások
A vasútállomáshoz az alábbi állomások vannak a legközelebb:
- Gare de Bellegarde (Gare de Bellegarde, Lyon–Genf-vasútvonal, Léman Express Line 6)
- La Plaine vasútállomás (Bahnhof Genève-Cornavin, Châtelaine (bif) - la frontière vers Bellegarde-vasútvonal, Léman Express Line 6)
- Gare de Collonges – Fort l'Écluse